# 캐나다의 국기

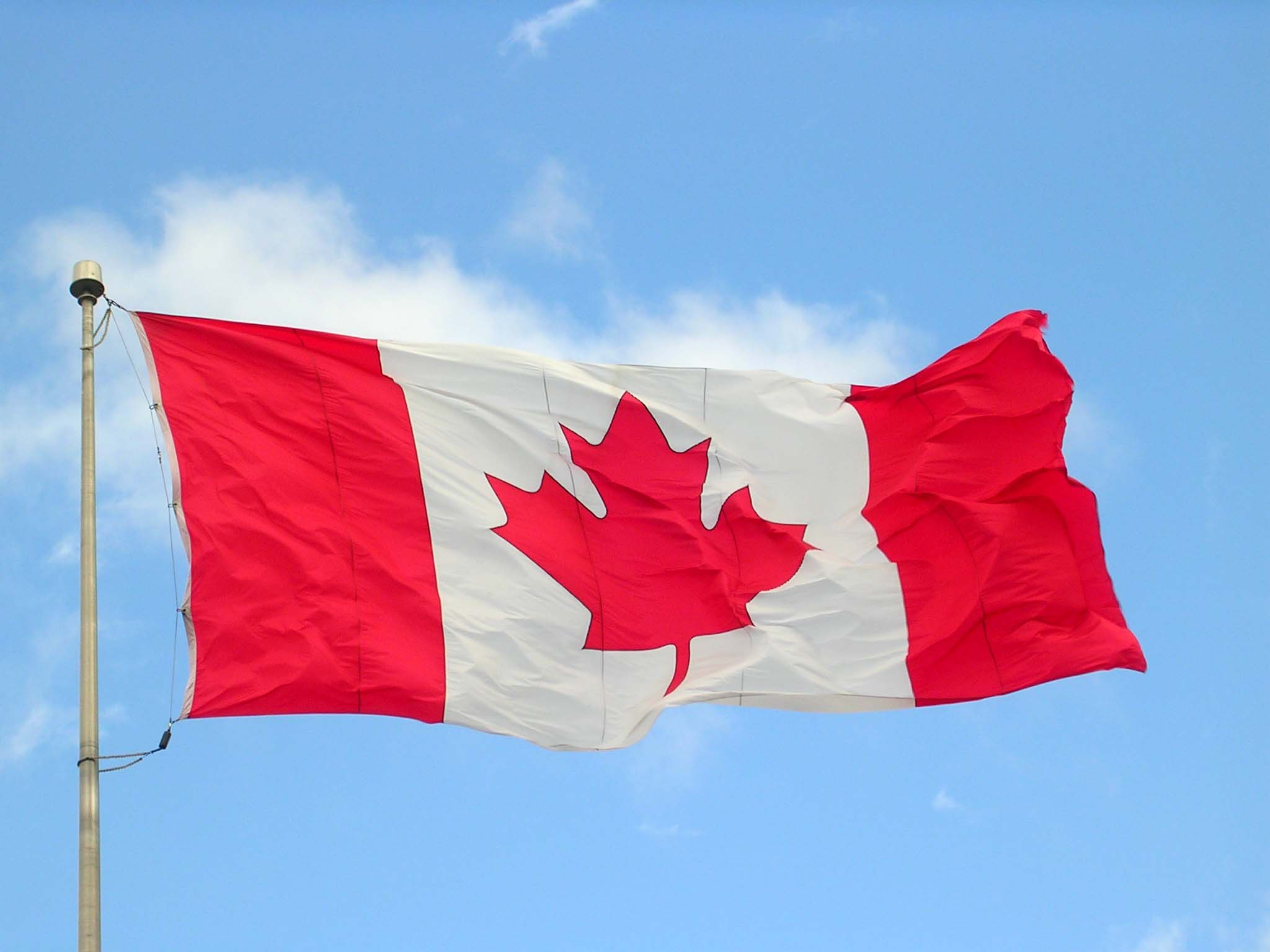
노바스코샤주의 핼리팩스에서 휘날리는 캐나다 국기

캐나다의 국기는 단풍잎기(영어: The Maple Leaf 더 메이플 리프[*]) 또는 하나의 잎(프랑스어: l'Unifolié 뤼니폴리에[*])로 알려져 있다. 빨간색 바탕에 가운데 흰색 정사각형이 있고 여기에 붉은 단풍잎이 그려져 있다. 1964년 국민 공모로 제정되어, 1965년 2월 15일, 캐나다 여왕 엘리자베스 2세의 승인을 받아 정식으로 채택되었다.
1965년 이전에는 왼쪽 위에 영국의 국기가 삽입되고, 오른쪽에 캐나다 각 주의 상징을 넣은 상선기(Civil Ensign)을 사용했다. 상선기와 형태는 같으나 빨간색 배경 부분이 파란색으로 그려진 기는 정부기(Government Ensign) 및 해군기(Naval Ensign)로 사용했다.
좌우에 있는 빨강은 태평양과 대서양을, 중앙에 있는 단풍잎은 캐나다의 상징목인 단풍나무의 단풍잎으로 캐나다가 태평양과 대서양 사이에 있음을 알리고 있다.

## 규격과 색상
캐나다의 국기 규격과 색상은 다음과 같다.

캐나다의 국기 규격

| 색상 | 빨강              | 하양                  |
| ---- | ----------------- | --------------------- |
| 팬톤 | Red 032           | White                 |
| RGB  | 255–0–0 (#FF0000) | 255–255–255 (#FFFFFF) |
| CMYK | 0%–100%–100%–0%   | 0%–0%–0%–0%           |

## 역사
이 단풍잎은 원래는 캐나다의 시초부터 프랑스계 캐나다인을 상징하는 표식이었다. 1834년 몬트리올 성 세례요한 사회(Société Saint-Jean-Baptiste de Montréal)에서 이 단풍잎이 공식 표식으로 다음과 같은 말과 함께 지정되었다.
| “ | Cet arbre - l'érable - d'abord jeune et battu par les vents, semble dépérir, puisant difficilement sa nourriture à même la terre. Mais le voilà bientôt tendre ses rameaux vers le ciel, grand et fort, faisant fi des tempêtes et triomphant du vent, maintenant impuissant devant sa force. L'érable est le roi de nos forêts; il symbolise le peuple canadien. 이 나무(단풍나무)는 처음엔 어리고 바람에 꺾여 시들 것처럼 보이고, 땅으로부터 그 양식을 힘겹게 길어낸다. 하지만 곧 보라, 그 가지를 하늘로 뻗어나가며, 웅장하고 힘차게, 폭풍우를 무시하며, 이젠 자신의 힘 앞에 무력한 바람에 맞서 승리하는도다. 단풍나무는 우리 숲의 왕이로다. 그것은 캐나다인을 상징한다. | ” |

이 때 '캐나다'라는 단어는, 지금의 캐나다 연방이 아닌, 곧 프랑스계 캐나다인을 뜻했다.

## 1965년 이전의 국기

로어캐나다의 국기 (1791년-1841년)
1868년부터 1921년까지 사용한 상선기
뉴펀들랜드 자치령의 국기 (1907년-1949년)
1921년부터 1957년까지 사용한 상선기
1957년부터 1965년까지 사용한 상선기

## 제안된 캐나다의 국기 디자인

1946년에 제안된 캐나다의 국기 디자인.
1964년에 제안된 캐나다의 국기 디자인.
1964년에 제안되어 현재 채택된 캐나다의 국기 디자인. 단풍잎을 제외한 색 배치는 페루와 같은 적백적이다.

## 같이 보기
- 캐나다의 기 목록